# Klein-Brakrivier
Klein-Brakrivier és el nom d'un riu i d'un complex turístic al llarg del mateix riu al Cap Occidental, Sud-àfrica.

## Riu
El riu forma part del sistema de drenatge de codi K de Sud-àfrica. Entre altres, és alimentat pel Moordkuilrivier. Finalment desemboca a l'oceà Índic al costat del balneari el mateix nom. L'espècie de cavallet de mar Hippocampus capensis es troba a l'estuari.

## Complex turístic
El complex està situat a 15 km a l'est de Mosselbaai al llarg de la carretera nacional N2. El riu homònim desemboca a l'oceà Índic.